# 真拳伝説タイトロード
『真拳伝説タイトロード』（しんけんでんせつタイトロード）は、1994年10月7日 - 12月28日までテレビ東京系列で毎週金曜日7:35 - 8:05の時間帯において放送されたアニメ。全13話。株式会社ザムスから発売予定だった対戦格闘ゲームのプロモーションアニメとして東映動画から制作された。だが、ゲームそのものは結局未発売に終わった。

## あらすじ
格闘技「マーシャルアーツ」を得意とする主人公の真崎泰斗は旅の途中、豪華客船で一人の男の命を救ったことから謎の事件に巻き込まれていく。泰斗が救った男は、突如狂戦士「ラビット」に変貌し泰斗に襲いかかるのだった。その裏にある「人間武器化構想」、そして5年前に死んだ父の謎を解き明かすため、泰斗は未知の国グラジアへ向かう。そこでは、次々と現れる強敵との死闘が待ち受けていた。

## 登場人物
真崎泰斗（）
声 - 緑川光
主人公。18歳。5年前に亡くなった父親・真崎丈の死の真相を調べるために旅をしている。マーシャルアーツを使う。大食漢で周りから呆れるほどの大食い。1人だけでクラウスと戦おうとしており、彼を心配する他の仲間と衝突することもあったが、イリアとの闘いで死にかけたところをキックスとジェラールに助けられ、戦いに巻き込んだことを謝罪した。回復後、キックスとジェラールと共に再びスパイラルパレスへ乗り込む。ズロウスキーの命令で動いたサム・ソンと戦うが相手がサラが探していた部下と知り猛攻を受けながらもサラと共に彼を説得し和解。ジーナを倒したが泰斗との決着を求め現れたキースと交戦。キースの攻撃のリズムを読んだことで圧倒したがクラウスが現れたことに戦いは中断。クラウスから丈の死の真実を知らされ激昂し、クラウスと戦う。一度は勝利したものの最終タイプのDFBを使って怪物のような姿となったクラウスと再び交戦する。サラ達と生きて帰ることを約束しクラウスと最後の決着をつける。クラウスの死の間際クラウスから伝説の称号を与えられるが泰斗は伝説になることを否定する。ライバルであるキースと決着をつけるところで物語は完結する。
サラ・ジョーンズ
声 - 山崎和佳奈
イギリス軍諜報部准将。ラビットとなった部下チャーリーを追っているところで泰斗と会う。泰斗を「ボーイ」と呼ぶ。チャーリーを救出しようとしたが、彼が自害したため救出はかなわなかった。チャーリーが死に際に同じく部下であるサム・ソンの居場所を喋り、サム・ソンを探すためににスパイラルパレスへ乗り込みボギーや朱雀と戦う。朱雀とラビット化したサム・ソンに敗北し拉致されイザベラの居場所を尋問される。キックスが配電盤を破壊したことで自力で脱出し泰斗と戦っているサム・ソンを説得し和解した。チャーリー達のような犠牲者を出さないためにDFBを撲滅させる目的で戦うと決心する。最終決戦後は違う世界で生きてみたいと言い旅に出る。
キックス・ロックウェル
声 - 緒方恵美
小柄な少年で忍術を使う。面白いことが大好きで好奇心で泰斗と同行する。短気でキレやすい性格だが仲間を想う心は人一倍強く、泰斗を助けるためにジェラールと共にスパイラルパレスへ乗り込みイリヤとの闘いで傷ついた泰斗を救出する。その後スパイラルパレスに乗り込みボギーと戦う。変装したジェラールと合流する。追ってきたイリアをジェラールに任せ、配電盤を破壊しズロウスキーの妨害に成功した。パルスの最上階まで上っている時に気絶しているジーナを救う。最終決戦後、ジェラールとイザベラと別れた後、一国の王子であることが判明し連れ戻そうとしている臣下から船に乗って逃げる。
ジェラール・ジェライン
声 - 江川央生
大柄な中年の男。相撲技を使う。料理が得意。キックスとは対照的に温厚な性格。キックスと共に1人でスパイラルパレスへ乗り込んだ泰斗を救出する。スパイラルパレスに乗り込んでから敵兵に成りすましてサラの救出を図るがイリアに見破られ交戦するが決着は着かなかった。サラ達と共にDFBの撲滅に加担する。最終決戦後はイザベラと共に故郷のイタリアへ渡る。
イザベラ・フィオレッティ
声 - 神山雅美
グラジアで医者をしている女性。泰斗の姉の友人で幼少期の泰斗のことも知っている。父の死の真相を調べる泰斗たちに協力する。その後グラジア軍に拉致されるがキックスに救出される。当初は泰斗を傷つけまいと丈の事実を黙っていたが、泰斗がスパイラルパレスに乗り込んだことで丈の真実を話す。最終決戦後クラウスは死んで神になったのだろうと断言する。ジェラールと共にイタリアへ渡り、キックスからはジェラールとの仲を応援される。
ボギー水原
声 - 松丸卓也
クラウスの部下。序盤から何度も泰斗たちを付け狙う。騙し討ち等卑怯な戦法を好む。ボクシング技を使う。後にクラウスを裏切りDFBを盗み逃げようとするがイリア、ズロウスキーに見つかりDFBを置いて逃走する。その後キックスと合流し、クラウスの死後泰斗をパルスの爆発から救った。最終決戦後は平和に暮らしている。
ズロウスキー博士
声 - 坂口哲夫
スパイラルパレスで科学者をしている老人で、イリアなど格闘家の育成もしている。冷酷なマッドサイエンティストで、DFB（ドラッグ・フォー・バーサーカーの略）という劇薬を開発しラビットの実験を繰り返している。サラを拉致するが、キックスが配電盤を破壊したことで錯乱し隙を突かれ脱走される。最終的にはクラウスから見限られる。最強と呼ばれる人間を実験台にしようと目論み、崩壊寸前のパルスへ乗り込んだ。情報の流出を恐れイリアの制止も聞き入れずクラウスごとパレスを破壊しようとする。最後はヘリの中でクラウスに脳天をかち割られ死亡した。
クラウス・ダガッツ
声 - 大場真人
グラジア軍の大佐で、民からは神と呼ばれている。スパイラルパレスを本拠地としている。本作最大の悪役で、泰斗の父親・丈を殺害した犯人。崩壊寸前のパレスで泰斗とキースとの闘いの最中に乱入しキースを倒す。かつては丈とは仲間であったが意見の食い違いで丈を事故に見せかけて殺害した。泰斗との最後の闘いで圧倒された後、ズロウスキーから強奪した最終タイプのDFBを自らの体に注射してラビット化する。最後は敗北し自ら負けを認め最強の存在になりたかったことを打ち明け、泰斗に伝説の称号を与えてパルスの爆発に呑まれ死亡した。
ジーナ・ダカッツ
声 - 新山志保
クラウスの娘。泰斗の父・丈のことをクラウスを変えてしまったことに憎んでいる。スパイラルパレスにて泰斗と交戦し敗北して気絶する。その後キックスに救出される。最終タイプのDFBを使うクラウスを止めようとするが聞き入れてもらえずクラウスはDFBを使用してしまう。ルビーもクラウスに殺害されてしまい、全ての元凶であるズロウスキーを攻撃して逆に殺されかけたが泰斗に救出される。最終決戦後はクラウスの墓を作り旅に出る。
ルビー
ジーナが従えている黒豹で、ジーナの鞭の合図で敵を攻撃する。ジーナが泰斗に敗れた後キックスにジーナ救出を願い彼女を救出した。ジーナを守るためにクラウスを攻撃するが殺害されてしまう。
キース・ブランドー
声 - 風間信彦
クラウスを探している男で泰斗のライバル的存在。泰斗と同じマーシャルアーツを使うが、自身のマーシャルアーツは完全と自称し泰斗のは出来損ないと称する。泰斗の父のことも知っており、それを知ろうとする泰斗と対立する。彼もまたクラウスを倒すことと泰斗との決着をつけるためにスパイラルパレスに乗り込み交戦するがクラウスの乱入により中断。クラウスを倒そうとするが敗北する。最終的には泰斗にクラウスを倒す協力をする。クラウスに破れ奈落の底へ落下して死亡したと思われたが生存しており、ラストシーンにて泰斗と最後の決着を着ける。
イリア・オルロフ
声 - 田中一成
ズロウスキーに育てられた軍人で彼の側近でもある。光る棍棒を使い光は目くらましに使うこともできる。狭い場所での戦いを得意とする。スパイラルパレスの最初の刺客として泰斗と交戦し敗れ、奈落へ落下したが辛くも生き延びる。ズロウスキーの安全を第一に考えるがそれを顧みないズロウスキーの命令で危険な状態にあるパレスへ戻る。最後はズロウスキーのしていることが間違いだと見てズロウスキーの暴走を止める。ズロウスキー共々海へ落下したが一命を取り留め、最終決戦後は警察から逃走している。
白龍（）
声 - 井上美紀
三色龍と呼ばれる3兄弟の長女。イザベラの友人で泰斗とも交流がある。幼少期は兄、弟と共に貧乏生活を送っていた。クラウスの部下であり、クラウスの命令で紅龍の目を治すために泰斗と戦う。紅龍の死後、彼の死を悲しみながらも泰斗に勝ちを譲った。最終決戦後は修行する黒龍を見守る。
黒龍（）
声 - 石川英郎
三色龍の長兄。弟・紅龍の両目を治す金のためにクラウスの部下になる。クラウスの命令で泰斗と交戦。紅龍の戦死を悲しみながらも目的を失ったということで泰斗に勝ちを譲る。最終決戦後は泰斗との再戦を望み修行をする。
紅龍（）
声 - 宮尾秀幸
三色龍の末弟。白龍、黒龍の弟。盲目。貧乏生活の苦しみから金に執着しており常習で窃盗をしている。流星錘（りゅうせいすい）というワイヤー付きの短剣を多量に投げ相手を拘束する技を使う。泰斗との闘いで流星錘を跳ね返され額に刺さり、そのまま海へ落下し死亡した。
グレン・クンテラ
声 - 中尾みち雄
クラウスの部下。クラウスを狙っているキースに倒される。
ジェット
声 - 中尾みち雄
鬼門院朱雀（）
声 - 中尾みち雄
ボギーに唆されスパイラルパレスに呼ばれた格闘家で、手合わせの相手を求めサラと戦う。サム・ソンの乱入で勝利するが、完全な勝利とは認識せずサラとの再戦を求めるが、下劣なことを嫌う性格のためかサラにズロウスキーのところへ行くことを許す。最終決戦後は修行僧となる。
サム・ソン
声 - 太田真一郎
サラの部下だった男。ムエタイを使う。1分休めば体力が回復するという体質を持つ。ズロウスキーに実験台にされている。サラと朱雀との闘いに乱入して仮面をつけてサラを襲ったが使う格闘スタイルによりサム・ソンと気づかれる。その後ズロウスキーの命令で泰斗と戦うが彼をサラの部下だと知って泰斗に説得される。他の実験台で自分に敗れた者たちのためと言い攻撃を続けるが、サラの説得により和解しチャーリーの弔いのために泰斗たちの仲間に加わる。最終決戦後は軍に復帰した。
ブランカ
声 - 掛川裕彦
泰斗の友人。チャーリーと交戦して敗死する。
チャーリー
声 - 真地勇志
かつてサラの部下だった男。ラビットの被害者で暴走している。泰斗に敗北した後、同じくサラの部下であるサム・ソンの居場所を話した後自決した。
真崎丈（）
声 - 真地勇志
泰斗の父親。医者であり研究者。クラウスの仲間だったが、人のためではなく暴力のために力を欲するクラウスに賛成できず、意見に食い違いが出てしまいクラウスに敵とみなされ殺害される。
井上晴美
声 - 井上晴美（本人）
第6話にゲスト出演していた有名なグラビア女優。

## スタッフ
- 企画 - 山口康男（東映動画）、土屋新太郎（株式会社ザムス）
- プロデューサー - 吉田竜也（東映動画）、木戸睦（東映動画）
- 音楽 - つのごうじ
- オリジナルキャラクターデザイン - 福田道生
- シリーズ構成 - 金巻兼一
- 美術デザイン - 坂本信人、千田国広
- 製作担当 - 岡田将介
- 編集 - 西山茂（タバック）
- 録音スタジオ・音響制作 - タバック
- 監督（チーフディレクター） - 貝澤幸男
- 製作 - 株式会社ザムス（ZAMUSE）、東映動画株式会社（東映動画）

## 主題歌
オープニングテーマ「GLORY」作詞 - 横山武 / 作曲・編曲・歌 - 樫原伸彦
エンディングテーマ「今を駆け抜けて行け」作詞 - 白峰美津子 / 作曲・編曲・歌 - 樫原伸彦
CDシングル&オリジナルサウンドトラック盤：フォルテミュージックエンタテイメント
CDS No.FMDC-516
サウンドトラックCD No.FMCC-5049

## 放映リスト
| 話数       | サブタイトル                        | 脚本     | 演出     | 作画監督 | 美術     | 放映日         |
| ---------- | ----------------------------------- | -------- | -------- | -------- | -------- | -------------- |
| 1          | 遭遇!初戦激突（ファースト・ヒート） | 金巻兼一 | 貝澤幸男 | 直井正博 | 坂本信人 | 1994年 10月7日 |
| 2          | 死戦!ラビット包囲網                 | 神戸一彦 | 又野弘道 | 飯島弘也 | 坂本信人 | 10月14日       |
| 3          | 上陸!夢追いし者達                   | 金巻兼一 | 細田雅弘 | 山崎展義 | 坂本信人 | 10月21日       |
| 4          | 閃光!狂犬キース・ブランドー         | 神戸一彦 | 吉沢孝男 | 横山健次 | 坂本信人 | 10月28日       |
| 5          | 復讐!慟哭の娘ジーナ・ダカッツ       | 金巻兼一 | 明比正行 | 八島善孝 | 千田国広 | 11月4日        |
| 6          | 闇技!螺旋迷宮の死闘                 | 富沢義彦 | 貝澤幸男 | 直井正博 | 千田国広 | 11月11日       |
| 7          | 修羅!無を求めし鬼門院朱雀           | 神戸一彦 | 又野弘道 | 飯島弘也 | 千田国広 | 11月18日       |
| 8          | 宿命!切れ落ちた運命の糸             | 金巻兼一 | 細田雅弘 | 山崎展義 | 千田国広 | 11月25日       |
| 9          | 集結!サム・ソンを奪回せよ           | 神戸一彦 | 貝澤幸男 | 八島善孝 | 千田国広 | 12月2日        |
| 10         | 絶叫!誰が為に闘う                   | 金巻兼一 | 金山通弘 | 福田道生 | 千田国広 | 12月9日        |
| 11         | 追撃!閃光のキース再び               | 富沢義彦 | 又野弘道 | 直井正博 | 千田国広 | 12月16日       |
| 12         | 伝説!蘇る武神                       | 神戸一彦 | 貝澤幸男 | 飯島弘也 | 千田国広 | 12月23日       |
| 13(最終回) | 真拳!タイトロード                   | 金巻兼一 | 吉沢孝男 | 福田道生 | 千田国広 | 12月28日       |

## 放送局
- テレビ東京 (制作局) 金曜: 7:35 - 8:05
- テレビ大阪 金曜: 7:35 - 8:05
- テレビ愛知 金曜: 7:35 - 8:05
- テレビ九州放送
- テレビ北海道
- テレビせとうち